# Le Déluge de feu
Le Déluge de feu est le 7e épisode de la saison 4 de la série télévisée Angel.

## Résumé
Cordelia a une nouvelle vision du démon qui la terrifie et est réconfortée par Connor. L'équipe d'Angel Investigations est submergée d'appels signalant des phénomènes surnaturels alors que les relations entre Fred et Gunn sont de plus en plus tendues. Après une autre vision de Cordelia, Angel fait appel à Lilah Morgan pour qu'elle partage avec lui les informations que détient Wolfram & Hart sur la situation. Le démon des visions de Cordelia, la Bête, surgit soudain devant elle et Connor. Connor l'attaque mais est durement battu avant que le démon ne s'en aille. 
Wesley vient proposer son aide et Angel l'accepte malgré l'hostilité de Gunn. En s'aidant des informations fournies par Lilah Morgan, tous trois et Lorne localisent l'endroit, sur le toit d'un immeuble, qui est le centre des phénomènes surnaturels continuant de se produire. Ils s'y rendent tous les quatre et y trouvent de nombreux cadavres et la Bête qui les attendait. Aucune arme employée contre la Bête n'est efficace et le démon surclasse ses adversaires et blesse Angel. La Bête met le feu aux cadavres assemblés pour son rituel et une pluie de feu commence à s'abattre sur Los Angeles. Alors que tout le monde assiste impuissant à ce déluge de feu, Connor est à son tour réconforté par Cordelia et tous deux finissent par faire l'amour.

## Production
Il était prévu à l'origine que La Bête intervienne un peu plus tard dans la saison mais The WB a décidé de faire intervenir la coupure hivernale de la diffusion de la série après cet épisode et les scénaristes ont donc du réviser leurs plans en en tenant compte. L'épisode s'est révélé être le plus coûteux de la saison, notamment en raison du combat opposant Angel et son équipe à la Bête, qui a nécessité deux jours de tournage, et des effets spéciaux de la pluie de feu réalisés par Zoic Studios.

## Statut particulier
L'épisode introduit l'arc narratif principal de la saison. Noel Murray, du site The A.V. Club, évoque un épisode un peu ennuyeux, la faute à des scènes d'action et à un méchant sans originalité, et ne trouve pas crédible la relation amoureuse entre Cordelia et Connor, mais reconnaît qu'il se termine en beauté avec « des images effrayantes d'une pluie de feu » laissant augurer d'une suite trépidante. Daniel Erenberg, du site Slayage, n'est pas du même avis puisqu'il classe cet épisode parmi les meilleurs de la série, estimant qu'il s'agit du meilleur scénario de Steven S. DeKnight jusqu'alors, qu'il comporte la « meilleure scène de combat de la série », et que la fin est « magnifiquement filmée et totalement émouvante ». Pour Alexandra Jones, du site Critically Touched, qui lui donne la note de B, l'épisode est « plutôt solide et souvent divertissant » mais elle trouve « dégoûtante » la scène finale entre Cordelia et Connor, affirmant que « l'intention de choquer le téléspectateur avec ce rebondissement a parfaitement réussi ».

## Distribution

### Acteurs et actrices crédités au générique
- David Boreanaz : Angel
- Charisma Carpenter : Cordelia Chase
- J. August Richards : Charles Gunn
- Amy Acker : Winifred « Fred » Burkle
- Vincent Kartheiser : Connor
- Alexis Denisof : Wesley Wyndam-Pryce

### Acteurs et actrices crédités en début d'épisode
- Andy Hallett : Lorne
- Stephanie Romanov : Lilah Morgan
- Daniel Dae Kim : Gavin Park
- Vladimir Kulich : La Bête